# George Edgcumbe
George Edgcumbe, 1er comte de Mount Edgcumbe (3 mars 1720 - 4 février 1795) est un homme politique, militaire et pair britannique.

## Biographie

### Vie privée
Edgcumbe est le second fils survivant de Richard Edgcumbe, 1er baron Edgcumbe et de sa femme Matilda Furnese, seule fille de Sir Henry Furnese. 
Il aurait fait ses études au Collège d'Eton.

### Vie publique
Il intègre la Royal Navy et obtient le grade de lieutenant en 1739 avant d'être promu en 1742 commander du Terrible bomb. Au cours de l'année 1743, il est nommé capitaine du HMS Kennington, de 20 canons, et est confirmé à ce poste le 19 août 1744. Il commande cette frégate en Méditerranée jusqu'en 1745, date à laquelle il passe sur le HMS Salisbury de 50 canons. Ce vaisseau fait alors partie de la Western Fleet placée sous les ordres des amiraux Edward Hawke et Edward Boscawen et chargée initialement de croiser dans le golfe de Gascogne pendant la guerre de Succession d'Autriche. Le chirurgien à bord de son vaisseau est James Lind, qui conduit des expériences destinées à lutter contre le scorbut pendant cette mission, en 1747. La guerre prend fin en 1748. De cette époque date le portrait de George Edgcumbe peint par Sir Joshua Reynolds avec le HMS Salisbury apparaissant dans l'arrière-plan.
En 1746, George Edgcumbe est élu Member of Parliament pour Fowey lors d'une élection partielle. Il est considéré comme soutenant le parti Whig, mais ne siège pas souvent au Parlement en raison de ses missions en mer. En 1747, il est nommé Clerc au Conseil du duché de Lancastre, une charge qu'il conserve jusqu'en 1762.
En 1751, il est envoyé en Méditerranée comme officier supérieur à bord du HMS Monmouth puis l'année suivante à bord du HMS Deptford de 50 canons. Il est à bord de ce vaisseau accompagné d'une petite escadre stationnée à Minorque, lorsque les Français envahissent l'île le 19 avril 1756. Il rembarque autant de Royal Marines et de marins qu'il peut, et fait voiles dès le lendemain vers Gibraltar, avant que les Français ne décident de bloquer le port. À Gibraltar, il est rejoint par l'amiral John Byng qui lui donne l'ordre de passer sur le HMS Lancaster, de 66 canons. À la bataille de Minorque, le 20 mai le HMS Lancaster est un des vaisseaux de l'avant-garde qui engagera le combat, sous le Rear-admiral West et sera sévèrement endommagé. En 1758, toujours à bord du Lancaster, il fait partie de la flotte commandée par l'amiral Edward Boscawen qui assiège et prend Louisbourg. À son retour en Angleterre, à bord des vaisseaux envoyés pour annoncer la nouvelle du succès, il est nommé sur le HMS Hero, 74 canons, sur lequel il prend part au blocus de Brest pendant l'été 1759, et participe à la bataille de la baie de Quiberon le 20 novembre.
Il continue à servir sur le Hero au sein de la Grand Fleet sous les amiraux Edward Hawke et Edward Boscawen jusqu'à la mort de son frère Richard Edgcumbe, 2e baron Edgcumbe le 10 mai 1761, date à laquelle il hérite de sa baronnie, et lui succède en tant que Lord-lieutenant de Cornouailles en juin. Il est promu rear admiral le 21 octobre 1762.
Il est nommé Treasurer of the Household en 1765, servant jusqu'en 1766, avant d'être nommé membre du Conseil privé le 26 juillet de la même année. Il devient Commander-in-Chief, Plymouth la même année, poste qu'il occupe jusqu'en 1771. En 1770, il est promu vice-admiral et nommé Vice-Trésorier d'Irlande. Il garde cette charge jusqu'en 1772, date à laquelle il est nommé capitaine de l'honorable compagnie des gentlemens retraités. 
Il est promu Admiral en 1778, il est créé vicomte de Mount Edgcumbe et Valletort en 1781, et reste capitaine de l'honorable compagnie des gentlemens retraités jusqu'à sa démission en 1782, il est alors nommé Vice-Admiral of Cornwall. En 1784, il est à nouveau nommé Vice-Trésorier d'Irlande, jusqu'en 1793. En 1789, sa vicomté est érigée en comté et il devient comte de Mount Edgcumbe, et meurt en 1795. En 1784, il avait été élu fellow of the Royal Society.
Emma Gilbert, son épouse, est identifiée comme étant le sujet de « Lady with the Ring ».
Un journal manuscrit, écrit par George Edgcumbe et le capitaine William Marsh, entre le 30 avril 1742 au 1er juin 1744, est à la Bodleian Library. Une lettre d'Edgcumbe à Garrick est imprimée dans la « Private Correspondence » de ce dernier.

## Famille
Il épouse, le 6 août 1761, Emma Gilbert (1729-1807), fille de John Gilbert et de Margaret Sherrard. Ils ont un enfant.
- Richard Edgcumbe, 2e comte de Mount Edgcumbe (13 septembre 1764 - 26 septembre 1839) épouse Sophia Hobart (26 mars 1768 - 17 août 1806), dont descendance.